# カイユー (教育番組)
カイユー（原題：Caillou）は、1997年9月15日から2010年10月3日まで、カナダのフランス語放送局のテレトゥーンと英語放送局のテレトゥーンで放送された子供番組。合計で5シーズン、144話放送された。同名の児童書シリーズを原作とする。

## キャラクター
カイユー
声 - ブリン・マコーリー（1997年 - 2000年）、ジャクリーン・リネツキー（2000年 - 2003年）、アニー・ボヴァード（2003年 - 2010年）
ロージー
声 - ブリジッド・ティアニー→ジェシー・ヴィネット
ドリス
声 - ジェニファー・セギン、日 - 大久保全也
ボリス
声 - パット・フライ
おじいちゃん
声 - ジョージ・モリス
おばあちゃん
声 - ポーリン・リトル